# Nikander (poeta)

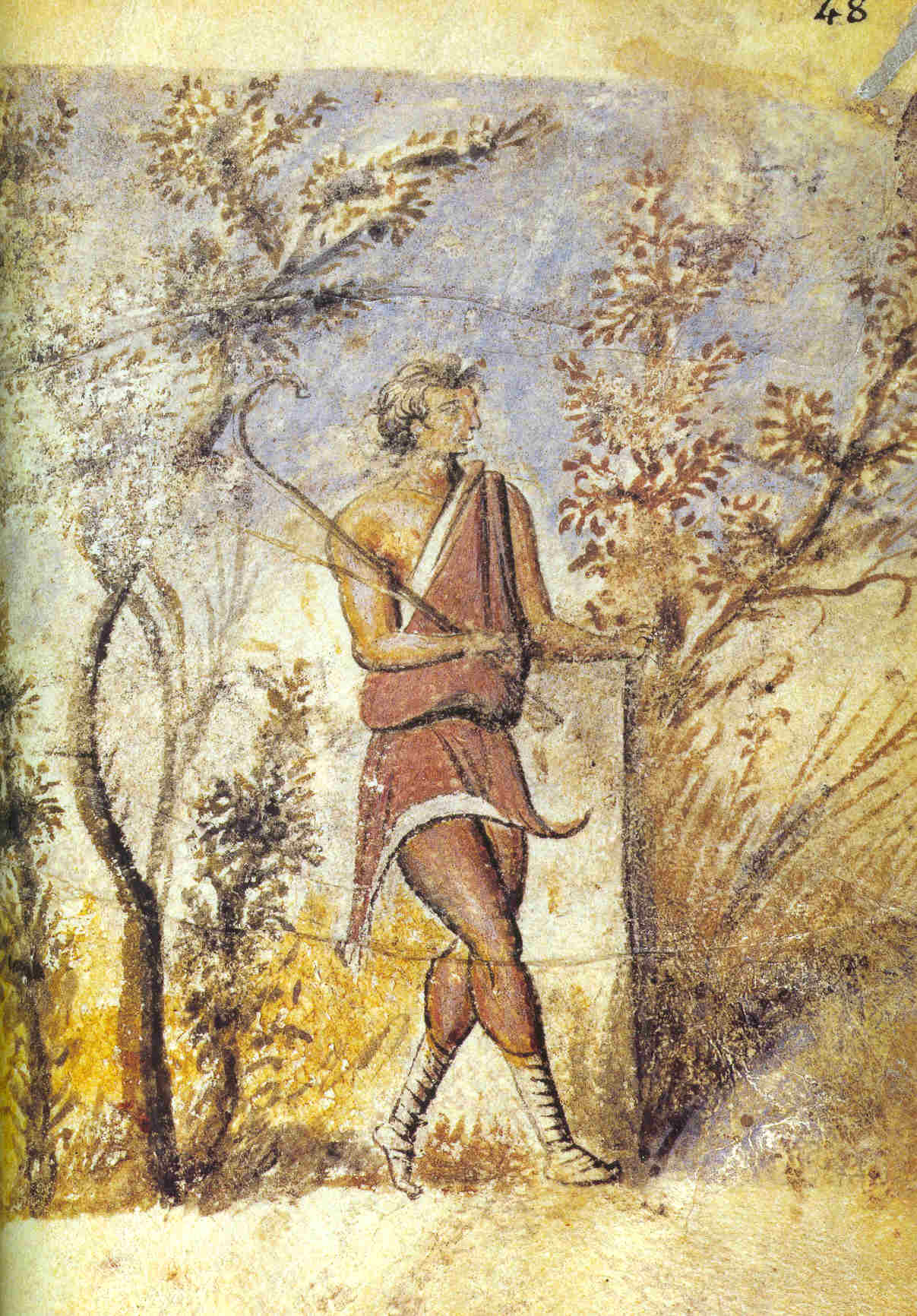
Nikander, Theriaka, X w., Konstantynopol

Nikander (stgr. Νίκανδρος Nikandros) – grecki poeta, lekarz i gramatyk z III/II wieku p.n.e. Urodził się koło Klaros, niedaleko Kolofonu, miasta w Azji Mniejszej.
Napisał liczne dzieła, zarówno prozą, jak i poezją, z których zachowały się dwa, ważne dla historii medycyny. Dłuższy z nich, Θηριακά Theriaka, napisany heksametrem, opisuje naturę jadowitych zwierząt i ran, które zadają. Drugi, Ἀλεξιφάρμακα Aleksipharmaka, opisuje odtrutki przeciwjadowe. Do jego dzieł zaliczają się również m.in.:
- ῾Ετεροιούμενα Heteroiumena („przemiany”); zainspirował się nim Owidiusz[2]
- Γεωργικά Georgika, dotyczące rolnictwa
- Μελισσουργικά Melissurgika, dotyczące pszczelarstwa[3]